# Edasich
Edasich („Hyäne“) ist der Eigenname des Sternes ι Draconis (Iota Draconis). Iota Draconis ist ein Riese der Spektralklasse K2 und besitzt eine scheinbare Helligkeit von 3,31 mag. Er ist etwa 100 Lichtjahre entfernt und wird von mindestens einem Exoplaneten umkreist, der 2001 entdeckt wurde und 2015 von der IAU den offiziellen Namen Hypatia erhielt.